# Antocha (Antocha) indica
Antocha (Antocha) indica is een tweevleugelige uit de familie steltmuggen (Limoniidae). De soort komt voor in het Palearctisch en Oriëntaals gebied.